# Zarcero
Zarcero è un distretto della Costa Rica, capoluogo del cantone di Alfaro Ruiz, nella provincia di Alajuela.